# Em Prova
Em Prova é uma websérie de drama adolescente brasileira criado por Viih Tube e Bruno Alcântara. A primeira temporada estreou em 30 de junho de 2019 no YouTube. A websérie é estrelada por Viih Tube, Lucas Rangel, Jon Vlogs, uJoãozinho, Bruno Alcântara, Dainara Pariz, Vitória Castro, Luiza Parente e Thomaz Costa. Em 16 de junho de 2020, a websérie ganhou uma sequência em filme intitulado Amiga do Inimigo, o filme foi lançado nas plataformas digitais. Uma segunda temporada, dando sequência aos eventos do filme havia sido gravado junto com o filme, e foi lançado em 10 de janeiro de 2021. Uma terceira temporada foi confirmada por Viih Tube.

## Sinopse
1º Temporada (2019)
A chegada de um novo aluno no colégio Nosso Recanto, desencadeia uma série de eventos misteriosos e dramáticos.
Amiga do Inimigo (2020)
Disposta a trazer seu irmão de volta para o colégio, Beatriz Escobar fará de tudo para descobrir quem está por trás de uma página de fofocas anônima.
2º Temporada (2021)
Tempos de paz chegaram ao colégio Nosso Recanto, ou pelo menos era o que Beatriz achava. Após férias conturbadas e revelações constrangedoras, a volta às aulas traz novos alunos para o colégio Nosso Recanto, que prometem mexer com a cabeça de muita gente

## Produção
Considerada um verdadeiro sucesso entre os mais jovens, com cerca de 75 milhões de views, a websérie Em Prova ganhou vida por meio de Vitória Moraes, mais conhecida como Viih, detentora do canal viihtubeoficial no YouTube. Contando com um elenco de peso para acompanhá-la, como Lucas Rangel, Thomaz Costa, Dainara Pariz, uJoãozinho, Jon Vlogs, Vee Castro, Luiza Parente, Muca Muriçoca e Lucas Alcântara, a série estreou em 30 de junho de 2019. Com produção executiva da produtora Brasileira Digital, direção de Plinio Scambora e roteiro de Bruno Alcântara.
Foram captadas mais de 200 horas de cenas, gravadas em um resort no interior de Minas Gerais, que foram reduzidas a 11 episódios de cerca de 20 minutos cada. Em 2020 foi lançado uma continuação da websérie, o filme Amiga do Inimigo, que está disponível para vendas desde do dia 18 de junho de 2020 nas plataformas de streaming e desde  do dia 30 de agosto de 2020 na Netflix . No mesmo ano também foi confirmada, em uma live do NR com ViihTube, uma segunda temporada da série, com estreia prevista para o segundo semestre de 2020, segunda temporada essa que já foi gravada.
A Segunda temporada estreou em 10 de Janeiro de 2021 e contou com a aparição de novos personagens.
Questionada em seu Instagram a atriz e produtora ViihTube disse que uma terceira temporada da série pode sim acontecer,mas até agora nada confirmado.

## Elenco

### Elenco principal
| Atores            | Personagens             | Temporada 1  | Amiga do Inimigo | Temporada 2  |
| ----------------- | ----------------------- | ------------ | ---------------- | ------------ |
| Viih Tube         | Beatriz Escobar (Bia)   | Principal    | Principal        | Principal    |
| uJoãozinho        | Francisco Brito (Chico) | Principal    | Principal        | Principal    |
| Bruno Alcântara   | Paulo (Freio)           | Principal    | Principal        | Principal    |
| Thomaz Costa      | Gustavo Escobar         | Principal    | Principal        | Principal    |
| Luiza Parente     | Natália (Nat)           | Principal    | Principal        | Participação |
| Vitória Castro    | Sara Pacheco            | Principal    | Principal        |              |
| Jon Vlogs         | Luca Barone             | Principal    | Participação     | Principal    |
| Dainara Pariz     | Maria Sofia (Sofi)      | Principal    |                  | Principal    |
| Lucas Rangel      | Eric Pimenta            | Principal    |                  | Recorrente   |
| Carol Bresolin    | Camila                  | Recorrente   |                  | Principal    |
| Vivi Wanderley    | Manuela                 |              | Principal        | Principal    |
| Ananda Morais     | Gabriela (Gabi)         | Participação |                  | Principal    |
| Bruno Magri       | Neto                    |              |                  | Principal    |
| Marcela Pantaleão | Júlia                   |              |                  | Principal    |

### Elenco recorrente
| Atores         | Personagens       | Temporada 1  | Amiga do Inimigo | Temporada 2  |
| -------------- | ----------------- | ------------ | ---------------- | ------------ |
| Muca Muriçoca  | Célio             | Recorrente   | Recorrente       | Recorrente   |
| Tainne Santos  | Diretora Amélia   | Recorrente   | Recorrente       | Recorrente   |
| Pedro Orochi   | Treinador Marcelo | Recorrente   |                  |              |
| Marcos Lemes   | Pai do Luca       | Participação | Participação     | Participação |
| Viviane Moraes | Mãe do Luca       | Participação | Participação     | Participação |
| Thiago Manzo   | Treinador Lúcio   |              | Participação     | Recorrente   |
| Bruno Godoy    | Pai da Bia        | Participação |                  |              |

### Participações especiais
1.ª Temporada
- Ananda Morais
- Bibi Tatto
- Carol Bresolin
- Christian Figueiredo
- Fábia Jasmine
- JP Mota
- Luara Fonseca
- Lucas Inutilismo
- MC Gui
- Tamires Moreira
- Titi Maia
- Valentina Schulz

2.ª Temporada
- Natalia Gagaus
- Plínio Scambora
- Nando Almeida
- Nanda Casillas
- Thiago Manzo

## Prêmios e indicações
| Ano  | Prêmio      | Categoria                | Indicação                 | Resultado | Ref.  |
| ---- | ----------- | ------------------------ | ------------------------- | --------- | ----- |
| 2019 | Rio Webfest | Melhor Elenco de Comédia | Em Prova                  | Venceu    | [ 3 ] |
| 2021 | Rio Webfest | Melhor Série Dramática   | Em Prova 2 (2ª temporada) | Indicado  | [ 4 ] |

## Episódios

### Resumo
| Temporada | Temporada | Episódios | Exibição original     | Exibição original     |
| Temporada | Temporada | Episódios | Estreia de temporada  | Final de temporada    |
| --------- | --------- | --------- | --------------------- | --------------------- |
|           | 1         | 11        | 30 de junho de 2019   | 8 de setembro de 2019 |
|           | Filme     | 1         | 18 de junho de 2020   | 18 de junho de 2020   |
|           | 2         | 10        | 10 de janeiro de 2021 | 14 de março de 2021   |

### 1.ª Temporada (2019)
| N.º na série | N.º na temp. | Título         | Dirigido por    | Escrito por     | Exibição original     |
| ------------ | ------------ | -------------- | --------------- | --------------- | --------------------- |
| 1            | 1            | "O Rival"      | Plínio Scambora | Bruno Alcântara | 30 de junho de 2019   |
| 2            | 2            | "A Briga"      | Plínio Scambora | Bruno Alcântara | 7 de julho de 2019    |
| 3            | 3            | "A Traição"    | Plínio Scambora | Bruno Alcântara | 14 de julho de 2019   |
| 4            | 4            | "O Segredo"    | Plínio Scambora | Bruno Alcântara | 21 de julho de 2019   |
| 5            | 5            | "O Plano"      | Plínio Scambora | Bruno Alcântara | 28 de julho de 2019   |
| 6            | 6            | "O Beijo"      | Plínio Scambora | Bruno Alcântara | 4 de agosto de 2019   |
| 7            | 7            | "A Festa"      | Plínio Scambora | Bruno Alcântara | 11 de agosto de 2019  |
| 8            | 8            | "A Vingança"   | Plínio Scambora | Bruno Alcântara | 18 de agosto de 2019  |
| 9            | 9            | "A Suspensão"  | Plínio Scambora | Bruno Alcântara | 25 de agosto de 2019  |
| 10           | 10           | "A Superação"  | Plínio Scambora | Bruno Alcântara | 1 de setembro de 2019 |
| 11           | 11           | "O Afogamento" | Plínio Scambora | Bruno Alcântara | 8 de setembro de 2019 |

### 2.ª Temporada (2021)
| N.º na série | N.º na temp. | Título               | Dirigido por    | Escrito por     | Exibição original       |
| ------------ | ------------ | -------------------- | --------------- | --------------- | ----------------------- |
| 12           | 1            | "O Refúgio"          | Plínio Scambora | Bruno Alcântara | 10 de janeiro de 2021   |
| 13           | 2            | "A Mudança"          | Plínio Scambora | Bruno Alcântara | 17 de janeiro de 2021   |
| 14           | 3            | "A Aposta"           | Plínio Scambora | Bruno Alcântara | 24 de janeiro de 2021   |
| 15           | 4            | "O Jogo"             | Plínio Scambora | Bruno Alcântara | 31 de janeiro de 2021   |
| 16           | 5            | "A Revelação"        | Plínio Scambora | Bruno Alcântara | 7 de fevereiro de 2021  |
| 17           | 6            | "Verdade ou Desafio" | Plínio Scambora | Bruno Alcântara | 14 de fevereiro de 2021 |
| 18           | 7            | "O Adeus"            | Plínio Scambora | Bruno Alcântara | 21 de fevereiro de 2021 |
| 19           | 8            | "A Foto"             | Plínio Scambora | Bruno Alcântara | 28 de fevereiro de 2021 |
| 20           | 9            | "A Recaída"          | Plínio Scambora | Bruno Alcântara | 7 de março de 2021      |
| 21           | 10           | "O Recomeço"         | Plínio Scambora | Bruno Alcântara | 14 de março de 2021     |